# جوديث هاند
جوديث إل. هاند (بالإنجليزية: Judith Hand)‏ هي عالمة أمريكية أخصائية في علم الأحياء التطوري وعلم السلوك الحيواني وروائية. كتبت عن مجموعة متنوعة من المواضيع المتعلقة بعلم السلوك الحيواني والإنساني بما في ذلك جذور الحرب البيولوجية والتطورية والاختلافات الجندرية في فض النزاعات وتمكين النساء وخطوات إنهاء الحرب.
يبحث كتابها «النساء، والسلطة، وبيولوجيا السلام» في الاختلافات الجندرية فيما يتعلق بالعدوان. يبحث كتابها «التحول: بداية الحرب، نهاية الحرب» في أصول الحرب وأسباب الحرب والاختلافات الجندرية فيما يتعلق بالحرب والوسائل الممكنة لإنهاء الحرب. خصصت موقعها على شبكة الإنترنت، بعنوان «مستقبل بلا حرب»، وكتاب يحمل نفس الاسم، وورقة بحث بعنوان «إلغاء الحرب» لمفهوم الحرب ومتطلبات إلغائه.
كانت هاند عضوًا في الجمعية الدولية لعلم السلوك الإنساني، منذ إنشائها في عام 1972. الجمعية الدولية لعلم السلوك الإنساني هي منظمة مهنية يدرس أعضاؤها السلوك الإنساني ضمن تخصصات متنوعة مثل علم الأحياء وعلم الإنسان وعلم النفس. صيغ مصطلح «إيثولوجيا السلام» من قبل عالم السلوك، بيتر فيربيك، كاختصاص فرعي من علم السلوك الإنساني، وهو موضوع يهتم بقضايا الصراع الإنساني وفض النزاعات والمصالحة والحرب وتحقيق السلام وسلوك تحقيق السلام.

## التعليم والبحث
من عام 1967 حتى عام 1975، درّست هاند علم الأحياء في ثانوية سانتا مونيكا في سانتا مونيكا، كاليفورنيا. أثناء فترة تدريسها، تقدمت إلى برنامج الدكتوراه في جامعة كاليفورنيا، لوس أنجلوس وحصلت في عام 1979 على درجة الدكتوراه في علم سلوك الحيوان، ويُسمى أيضًا الإيثولوجيا (مجالاتها الفرعية علم الطيور وعلم المقدمات). قارنت في أطروحة الدكتوراه بين نوعين من طيور النورس (النورس الغربي)، واستُخدمت النتائج لإعادة تصنيف طيور نورس في خليج كاليفورنيا كنوع منفصل، (نورس أصفر القدم)، وليس مجرد نويع من النورس الغربي.
بعد الانتهاء من الدكتوراه، واصلت أبحاثها في السلوك كزميلة في مؤسسة سميثسونيان في حديقة الحيوان الوطنية في العاصمة واشنطن (1979-1980). أسفرت هذه الأبحاث عن نشر مقالات حول فض النزاعات تبرز استخدام مذهب المساواة لفض النزاعات. على سبيل المثال، تستخدم أزواج النوارس المتنازعة حول واجبات التعشيش أو الحصول على الغذاء أساليب مثل المشاركة، ومبدأ من يصل أولًا يُخدم أولًا، والتفاوض بدلًا من سلوك الهيمنة والتبعية المدروس بشكل شائع لفض النزاعات. كانت أنثى النورس ضمن الأنواع التي درستها دائمًا أصغر من أقرانها. في مقالتها النظرية التي نُشرت في مجلة المراجعة الفصلية لعلم الأحياء (المجلد 61، 1986)، استخدمت منهجية نظرية الألعاب لتقديم مفهوم «مبدأ الاستفادة» وشرحت سبب قدرة الأفراد الأصغر أحيانًا على إنشاء علاقة مساواة مع أفراد أكبر بكثير يمكنهم الهيمنة على الأفراد الصغار جسديًا بسهولة. قدمت هذه المقالة أيضًا مفهوم «مجالات الهيمنة» لتوضيح سبب اعتماد القدرة النسبية على البقاء أو التكاثر على مجال النزاع. توفر المجالات المختلفة عوائد مختلفة لكل فرد، بالتالي تحدد أي فرد من الزوجين سيكون المسيطر في مجال معين، بدلاً من أن يهيمن أحد الأفراد على الآخر في جميع المجالات.
من عام 1980 حتى عام 1985، كانت باحثة معاونة ومحاضِرة في قسم علم الأحياء بجامعة كاليفورنيا، لوس أنجلوس في مجال سلوك الحيوان وعلم الطيور. في عام 1987، انتقلت من لوس أنجلوس إلى سان دييغو وأمضت عدة سنوات في كتابة روايات الخيال.
في عام 2003، عادت إلى مجال علم السلوك ونشرت كتاب «النساء، والسلطة، وبيولوجيا السلام». الكتاب مستوحى من مجالات متنوعة مثل علم الأحياء التطوري وعلم البدائيات والسلوك وعلم الطيور وعلم الإنسان الثقافي والفيزيولوجيا العصبية والتاريخ. وسعت هاند المفاهيم المذكورة في كتاب «النساء، والسلطة، وبيولوجيا السلام» ضمن مقالات على موقعها على الإنترنت، AFutureWithoutWar.org.